# Consuelo Nasser
Consuelo Nasser (Caiapônia, em Goiás, 28 de dezembro de 1938 — Goiânia, em Goiás, 20 de agosto de 2002) foi jornalista, advogada e feminista brasileira, fundadora do Centro de Valorização da Mulher (Cevam) e no início da década de 1980, comandou o maior semanário da imprensa goiana, o Cinco de Março (1959-1979), também dirigiu financeiramente os jornais Diário da Manhã (1982-1984) e Folha de Goyaz (1984), além de fundar e comandar, editorial e administrativamente, o jornal Edição Extra (1984-1985), e a Revista Presença (1986-1991).  

## Trajetória

### Família
Consuelo Nasser é a mais nova das únicas duas filhas de Gabriel Nasser (1892-1944), um libanês da aldeia de Racur que se tornara advogado e fazendeiro em tempo integral no Brasil, e Oswalda dos Santos Nasser (1914-2000), uma jovem abastada, de família de fazendeiros em Caipônia e políticos. Nasceu na fazenda dos pais, a Campo Formoso, entre Caiapônia e Bom Jardim. Com cinco anos e na companhia da irmã Maria Stella (1936-hoje), Consuelo Nasser é levada para Uberlândia (MG), para morar com a irmã mais velha do seu pai, Anna, também nascida no Líbano. A transferência de lar das meninas, em 1943, se deu em virtude da doença do pai, que obrigou a família a levá-lo para o Rio de Janeiro, onde existiam recursos médicos mais avançados. Na capital federal, Gabriel Nasser foi diagnosticado com câncer na garganta. Em solo mineiro e apoiadas pelo primo Jarmund Nasser, as meninas receberam duas notícias no curso do ano de 1944, que provocariam novas mudanças em suas realidades: a morte do pai e o novo casamento da mãe. Desse último episódio, Consuelo e Maria Stella Nasser ganharam três outros irmãos: Eduardo, Paulo e Sônia Regina Santos Penteado. A última se tornou próxima de Consuelo Nasser, principalmente depois de se casar com o sócio e amigo de Batista Custódio, Telmo de Faria, e se tornar jornalista, acompanhando a irmã Consuelo Nasser. Os três últimos anos de vida de Consuelo Nasser foram marcados por profunda dor, em decorrência do suicídio do filho Fábio Nasser, em 17 de janeiro de 1999. A dor foi tão opressora que ela própria buscou a morte, ingerindo a todos os barbitúricos existentes em sua casa e perdendo o sepultamento do filho. No dia 20 de agosto de 2002, ela tomou todos os cuidados para que a situação não fosse revertida. Com um tiro, ela colocou fim a sua vida. Consuelo Nasser estava com 63 anos de idade.

### Educação
Durante os dois anos em que permaneceu na residência dos tios Elias Jorge-Anna Nasser, Consuelo Nasser e a irmã Maria Stella estudaram no Colégio Nossa Senhora das Lágrimas, uma escola de cunho confessional, fundada em Uberlândia em 1932, administrada pela Congregação das irmãs missionárias de Jesus Crucificado e constituído, exclusivamente, para a educação feminina. Em 1945, as duas novamente mudariam de endereço. A tia Maria, que residia no Rio de Janeiro e resgatando uma promessa feita ao irmão moribundo de que cuidaria das sobrinhas, busca as duas irmãs e as interna em outro colégio confessional para moças, o São Marcelo, no Bairro da Gávea. Consuelo Nasser tinha, então, sete anos de idade, enquanto a sua irmã Maria Stella, nove. Elas permaneceriam no internato até dezembro de 1945, quando regressariam a Goiás, para morar em Goiânia, com o senador Alfredo Nasser, o tio que Consuelo Nasser considerava o seu pai de criação. Ela, a irmã Maria Stella, a tia Maria e o tio Alfredo se instalaram em uma pequena casa, situada à rua 71, no antigo Bairro Popular. Enquanto o tio se dividia entre o Jornal do Povo (fundado por ele em 1946) e o Senado Federal (RJ), Consuelo Nasser e a irmã foram matriculadas no Colégio Estadual Lyceu de Goyaz, onde completaram os estudos regulares, em 1956. No final daquele ano, Consuelo Nasser retornou ao Rio de Janeiro, para prestar vestibular à Faculdade Nacional de Direito (atual Universidade Federal do Rio de Janeiro), no Campus da Praia Vermelha, no Bairro da Urca. Consuelo Nasser é aprovada, aos 17 anos de idade, em sétimo lugar, depois de concorrer com mais de quatro mil candidatos. Em seguida, após avisar a família que não apenas passara no vestibular, como, também, tinha conseguido uma vaga no pensionato confessional para moças, Consuelo Nasser decide permanecer em solo federal até a formatura. A programação somente foi alterada depois ser informada do casamento da irmã Maria Stella, em 1957, com Jamil Issy Quinan (1923-2010). Na faculdade foi aluna de um dos criadores da Política Externa Independente da Era Jânio Quadros (1961), o advogado San Tiago Dantas. Em 1960, Consuelo Nasser se forma, em terceiro lugar, em uma classe eminentemente masculina. 

### Irreverência
Excessivamente aplicada aos estudos, ela apenas se permitia afrouxar a rígida disciplina acadêmica, ou para participar das reuniões da União Estadual dos Estudantes (UEE), ou para conversar e passear com o tio Alfredo Nasser quando este se encontrava na capital fluminense, para os trabalhos legislativos, ou para comprar um livro. Aliás, um dos autores prediletos de Consuelo Nasser era o romancista russo Fiódor Dostoiévski, principalmente pelas retratações literárias sobre a autodestruição humana, o suicídio e outros estados patológicos. Mas, o final de 1950 para Consuelo Nasser ficou marcado por sua dedicação, quase obsessiva, pelas obras de outro russo, Vladimir Mayakovsky. As ideias revolucionárias defendidas pelo autor a encantaram profundamente. Mas a marca determinante em sua personalidade ficou a cargo dos escritos e ações da ícone feminista, escritora e filósofa Simone de Beauvoir. Consuelo Nasser tomou como verdade a assertiva beauvoirina de que ninguém nasce mulher, mas torna-se. Para se manter nos estudos, trabalhava em entidades particulares, dentre elas a União Brasileira de Escritores, seção Rio (UBE/RJ), onde conviveu com nomes ilustres das letras nacionais como Peregrino Júnior, Eneida, Jorge Amado, Homero Homem, Carlos Drummond de Andrade e outros. Sem contar que durante os estudos, Consuelo Nasser se consolidou como atuante líder estudantil. Na realidade, Consuelo Nasser sempre se considerou uma inconformada, uma pessoa que não perdia a indignação juvenil com relação à miséria e a violência. Sempre movida pela paixão, ela amava e odiava apaixonadamente.

### Batista Custódio
Diplomada, Consuelo Nasser permanece, ainda, mais dois anos na capital fluminense, para desembarcar, definitivamente, em Goiânia no final do ano de 1962. Ela estava às vésperas de completar 24 anos de idade. Antes, porém, nos dois últimos anos da década de 1950, Consuelo Nasser evidenciava ares de independente e muito questionadora. Durante as reuniões políticas, que ocorriam na sala de estar da casa do seu tio Alfredo Nasser, ela se destacava, entre a plateia predominantemente masculina. Um dos participantes aos colóquios não deixou de notá-la, passando a cortejá-la no final de 1959. Era Batista Custódio, primo em segundo grau de Oswalda Santos, mãe de Consuelo Nasser. Não demorou muito e os dois, em 1962, decidiram morar juntos. Batista Custódio era desquitado e não existia o instituto do divórcio no Brasil. Para os padrões da época, o episódio foi um escândalo. O casamento, com pompas e circunstância, aconteceria 19 anos mais tarde, durante uma noite de sábado (12 de setembro de 1981), na Paróquia São Nicolau, vinculada à Igreja Católica Apostólica Ortodoxa Antioquina. Consuelo Nasser foi mãe de nove filhos (Júlio Nasser (Atual presidente do Diário da Manhã), Fábio, Tanila Romana, Luciana, Mônica, Jorge, Sérgio, Camila e Vanessa). Tanila morreu aos quatro meses de vida (1966) e Fábio aos 32 anos (1999). Depois de 23 anos de vida comum, Consuelo Nasser e Batista Custódio se separam, em 1985. Ela costumava justificar o fato como uma maneira encontrada pelos dois para não se agredirem. 

### Jornalismo
No início de 1959, restando-lhe um ano para se formar, Consuelo Nasser voltaria para Goiânia, acompanhando o tio Alfredo Nasser, que acabara de tomar posse como deputado federal (1959-1963). O ambiente político na capital era, extremamente, convulsionado, com os estudantes secundaristas protestando contra o aumento das passagens no transporte coletivo e das mensalidades escolares. O governador José Feliciano (1959-1961), do PSD, havia determinado violenta repressão contra as manifestações que resultou, no dia 5 de março de 1959, na morte de um estudante secundarista, durante uma passeata pacífica em frente ao Mercado Central de Goiânia. Faziam parte do movimento Consuelo Nasser, Batista Custódio, Telmo Faria, Javier Godinho, Valterli Guedes e Zoroastro Artiaga. Depois de inúmeras reuniões na casa de Alfredo Nasser, o grupo decidira criar o jornal, com a data do massacre. Consuelo Nasser convenceu o tio Alfredo Nasser a lhe doar as oficinas do Jornal de Notícias, fundado em 1952 e que dera grande visibilidade ao político. As máquinas da gráfica, que haviam sido financiadas com recursos enviados pelo líder do PSP paulistano Adhemar de Barros, imprimiam em duas cores e duas páginas ao mesmo tempo. Era um avanço tecnológico para a época. A outra parcela do maquinário foi doada por Randal do Espírito Santo Ferreira. Consuelo Nasser, depois de ajudar na viabilização do recém-criado jornal Cinco de Março (ele circularia pelos próximos 20 anos), cujo comando da redação ficou a cargo de Batista e Telmo, retornou ao Rio de Janeiro, para terminar os estudos. Ao regressar no final de 1962 para Goiânia, começou a trabalhar meio-expediente na Assembleia Legislativa de Goiás e assumiu o cargo de Redatora-Chefe do Cinco de Março, a convite de Batista Custódio, então Editor-Geral do semanário. Nos oito anos seguintes, o semanário fez fortes ataques aos governos federal, estadual e municipal. As matérias eram extremamente opinativas e sustentadas em bordões e figuras de linguagem comum. Com o Golpe Militar de 1964, Batista Custódio e Telmo de Faria foram presos. Consuelo Nasser se asila em Caiapônia, depois de ser avisada por seu tio que o governador Mauro Borges (1961-1964) determinara a sua prisão. Libertado, Batista segue ao encontro da esposa. Por cinco meses o Cinco de Março não circulou. Ao retornar, o semanário foi invadido por policiais e teve seu maquinário e documentos destruídos, no dia 10 de agosto, depois de publicar uma notícia denunciando o rombo de cinco milhões de cruzeiros nos cofres da Polícia Militar de Goiás. De acordo com a denúncia, feita por um oficial da PM, os militares teriam rifado armas e munição para cobrir o rombo antes que fosse descoberto por algum superior. Os prejuízos causados pelos ataques determinados pelo Palácio das Esmeraldas, jamais foram restituídos. Levou-se três meses consertando a quebradeira. Apesar da censura, do empastelamento e das transformações que o enfraquecimento da vida democrática do Brasil, o Cinco de Março continuou mantendo a sua linha editorial voltada para as denúncias de corrupção, má prestação de serviços e descuido com o caráter público inerente ao Executivo e ao Legislativo. Em 1965, o semanário chegou a vender 60 mil exemplares, por edição. A partir de 1970, com a ascensão do general Emílio Garrastazu Médici (1905-1985) ao Palácio do Planalto e o recrudescimento do Regime Militar, com torturas, sequestros e desaparecimentos, a linha editoria do Cinco de Março foi amenizada, acolhendo um jornalismo noticioso e mais cauteloso. Apesar da precaução, Batista Custódio foi preso, por crime de opinião, em 1970. Coube, então, a Consuelo Nasser o controle editorial e administrativo do Cinco de Março e o comando de uma cruzada para a libertação do marido, cujo encarceramento durou oito meses. Em ambas as empreitadas sagrou-se vitoriosa. Julgava ser uma herança dos seus ancestrais fenícios. Conseguiu amealhar uma considerável poupança, a qual, aliás, foi utilizada para estruturar o jornal Diário da Manhã, criado em 1980. O esforço supremo lhe causou um profundo esgotamento, que a obrigou a se afastar do trabalho até 1982. O retorno à redação se deu em outubro de 1984, quando o Diário da Manhã foi fechado. Era um momento de resistência ao poderio político e econômico capitaneado pelo Palácio das Esmeraldas, comandado por Iris Rezende. Consuelo Nasser fundou o jornal Edição Extra, que teve a sua circulação interrompida em 5 de fevereiro de 1985, quando o Poder Judiciário interditou a Unigraf. Consuelo Nasser estava decidida a retornar ao jornalismo. Com algumas economias da amiga Rosângela Mota (dois mil dólares, que foram comprados pela amiga Stella Berocan, a valores superiores ao do câmbio oficial, apenas para ajudar Consuelo Nasser), ela e o filho Júlio Nasser, conseguiram criar a Revista Presença, que começou a circular em dezembro de 1985, pouco antes dela completar 47 anos de idade. Uma mídia editada e dirigida exclusivamente por mulheres. A capa e as páginas coloridas eram rodadas em São Paulo, onde havia se lançado uma nova tecnologia: a digitalização. O último número da revista circulou em abril de 1991, quando Iris Rezende retornou ao poder, em Goiás, e Consuelo Nasser decidiu não mais lutar contra o poderio governamental.

### Empreendedorismo
Nos últimos anos do Cinco de Março, Consuelo Nasser, também, conseguiu evitar o fechamento do jornal, independente de todas as manobras orquestradas pelo Palácio das Esmeraldas, com o propósito de sufocar economicamente o semanário e a Unigraf. O Estado era governador por Irapuan Costa Júnior (1975-1979) e Consuelo Nasser decidiu sustentar empresarialmente a luta editorial deflagrada pelo marido nas páginas do Cinco de Março. Para agravar a situação, o jornal O Repórter, de Edson Nunes, manteve uma campanha de desconstrução da imagem do Cinco de Março e dos seus proprietários, em especial a de Consuelo Nasser que ora era rotulada de caloteira e ora de prostituta. Consuelo Nasser era convicta de que o jornal era mantido tanto pelo SNI (Serviço Nacional de Inteligência), quanto pelo governo de Irapuan Costa Júnior. O torniquete financeiro era tão poderoso, que o Cinco de Março estava praticamente falido, com filas de credores, centenas de títulos protestados, os salários dos funcionários atrasados vários meses, com o crédito cortado pelos fornecedores. Em um ano, Consuelo Nasser não apenas saneou as contas, como, ainda, conseguiu estruturar uma poupança, que acabou sendo utilizada pelo marido para abrir o Diário da Manhã. O feito lhe rendeu a condição de ser a primeira mulher a conquistar, em Goiás, o título de Empresária do Ano, por duas vezes (1977 e 1979). Estafada, Consuelo Nasser ficou afastada exatos 44 meses do cenário empresarial e jornalístico (março de 1979 e novembro de 1982), quando assumiu a direção financeira do Diário da Manhã, que iniciava a sua segunda fase editorial, sob a batuta de Washington Novaes. Quinze meses mais tarde, em março de 1983, Consuelo Nasser acumularia o comando da Empresa Reunidas de Comunicação (ERC), que reunia três rádios (Executiva FM, Jornal de Goiás [atual Rádio 820 AM/Band] e Clube de Goiânia [atual Rádio 730 AM]) e o jornal Folha de Goyaz. O Estado estava sendo comandado por Iris Rezende, que entrou em choque com a linha editorial dos impressos, resultando no fechamento do complexo de comunicação. Primeiro, em agosto de 1984, a Folha de Goyaz. Dois meses depois, em outubro, chegara a vez do Diário da Manhã. Consuelo Nasser não se deu por vencida e articulou uma forma de circular um jornal, amparando-se na Unigraf. O sonho foi encerrado em fevereiro de 1985. Inconformada com o afastamento das redações, Consuelo Nasser criou a Revista Presença, em dezembro de 1985, que circularia até abril de 1991. Em outubro de 1988, Consuelo Nasser foi homenageada pela Câmara Municipal de Goiânia com o título de Cidadã Goianiense, após a aprovação unânime pelos vereadores da indicação do vereador Daniel Borges (PMDB). A homenagem foi entregue pela própria primeira-dama da capital Arcídia dos Santos Oliveira.

## Cevam
Afastada do universo jornalístico e empresarial, no início dos anos 1980, Consuelo Nasser começou a sentir o peso da cultura agrária diluída na sociedade goiana. Amiga de Linda Monteiro, Mari Baiochi, Marília Vecci, Amália Hermano, Belkiss Spenciere, Gloria Drummond, Maria Cabral, Ivone Silva, Gracie Climaco e outras, Consuelo Nasser insuflou a todas pela criação de um entidade que questionasse publicamente a violência contra a mulher. Todas concordavam, mas não tinham muito bem definida a estrutura. Com a morte da cantora Eliane de Grammont, em março de 1981, assassinada por seu ex-marido o goiano Lindomar Castilho, Consuelo Nasser considerou encerrado o período em que matar mulher era socialmente aceitável. Entre uma e outra reunião na casa da amiga Linda Monteiro, o grupo fundou o Centro de Valorização da Mulher (Cevam), cujo nome foi sugerido pela irmã de Consuelo Nasser, a jornalista e advogada Sônia Penteado, que recentemente fizera uma matéria com o Centro de Valorização da Vida, o CVV. O propósito da entidade era mobilizar as mulheres numa frente ampla contra a violência, discriminação, atraso sociocultural e combate aos preconceitos. Para tanto, desenvolvia campanhas permanentes de esclarecimento, visando a mudança da mentalidade tradicional, que se contrapunha à evolução da mulher como ser humano, além de, permanentemente, realizar passeatas exigindo a supressão das leis que humilhavam e inferiorizavam a mulher. Para época, as campanhas feministas do Cevam eram avançadas e de grande impacto. Tanto o foi que, em 1984, a então presidente Linda Monteiro, conseguiu associar 800 pessoas, entre homens e mulheres, além de organizar 30 militantes em agendas de palestras, passeatas e piquetes. Quase quatro anos após ter sido criado, o Cevam conseguiu, em 1985, que o prefeito Nion Albernaz (1983-1985) sancionasse uma propositura da vereadora Conceição Gayer, criando o Conselho Municipal da Condição Feminina. O espaço seria fechado, no ano seguinte, pelo prefeito Daniel Antônio 1986-1988. Cinco meses depois, em setembro de 1985, o governador Iris Rezende (1983-1986) instalaria a primeira Delegacia Especial de Polícia de Defesa da Mulher, em solo goiano e a segunda do Brasil. A pioneira no cargo foi a delegada Nadir Batista Cordeiro. A próxima conquista capitaneada pelo Cevam foi a criação e instalação da Secretaria Estadual da Condição Feminina. Era um espaço genuíno e o primeiro da América Latina. As negociações para a efetivação do sonho haviam sido feitas com o recém-empossado governador Henrique Santillo. Comando da secretaria foi entregue a Maria Célia Vaz, ungida pelo movimento feminino. Dois anos depois, ela foi substituída por Marilene Viggiano, que dirigia o Cepaigo. Entre a criação e extinção da secretaria, em 1991, pelo novamente governador Iris Rezende (1991-1995), todos os documentos, entre pesquisas, projetos e atas, foram transferidos do Cevam para a secretaria. Parte do material retornou para as mãos de Consuelo Nasser, quando ela já estava morando à Avenida 86, no Setor Sul, em Goiânia, e transformou a sua residência em sede do Cevam. Aliás, os últimos 11 anos de vida, Consuelo Nasser se dedicou, exclusivamente, à luta pela entidade, agregando a ela os serviços de abrigamento tanto de mulheres vitimadas pela violência doméstica e sexual (Projeto Nove Luas), quanto adolescentes (Projeto Castelo dos Sonhos).

## Livro
Durante anos, Consuelo Nasser tentou remontar a trajetória política do seu tio Alfredo Nasser, por meio de seus artigos e discursos. Uma tarefa hercúlea, principalmente pela densidade dos conteúdos. Todavia, em 1995, depois de muitas barreiras e com apoio do filho Fábio Nasser, da amiga Maria Cabral e dos jornalistas Haroldo de Britto e Carla Monteiro, a sobrinha que o eternizou como pai conseguiu lançar o livro Alfredo Nasser – O líder não morreu, com 438 páginas, pela editora Lider e com o apoio da Assembleia Legislativa de Goiás. 

## Comenda Consuelo Nasser
Doze anos após a sua morte, não apenas o nome, mas, principalmente, a luta da jornalista e advogada Consuelo Nasser foi imortalizada no átrio do Poder. A partir de 2014, 35 mulheres, que combatam o desrespeito e a violência contra a mulher, receberão, anualmente, a Comenda Consuelo Nasser. A honraria, depois de nove anos tramitando na Câmara Municipal de Goiânia, foi aprovada no final de fevereiro de 2012, depois de grande pressão da bancada feminina, composta pelas vereadoras Tatiana Lemos (PCdoB), Dra. Cristina Lopes (PSDB), Célia Valadão (PMDB) e Cida Garcêz (PV). Para que 2013 fizesse parte do calendário honorífico, o Legislativo goianiense compôs o Título Mulher Destaque Consuelo Nasser, entregue por ocasião do Dia Internacional da Mulher. A vereadora Tatiane Lemos buscava desde 2009 meios de aprovar a matéria apresentada  por seu pai, o então vereador Euler Ivo, em 2004. À época, ele propusera que fosse criada uma medalha que contemplasse mulheres e homens estimuladores do respeito e defensores da liberdade. A nova edição da proposta, ainda, encontrou resistências, quebradas com a coesão da bancada feminina.

## Reconhecimento
Como forma de imortalizar a história e a luta solidária pelos que de alguma forma são vítimas da violência social, duas obras públicas receberam o nome de Consuelo Nasser.  Em março de 2003, durante a Semana da Mulher, por ocasião do 8 de Março, Dia Internacional da Mulher, o governo estadual imortalizou a memoria de Consuelo Nasser em seu Centro de Inserção Social, antigo Presídio Feminino, que integra a Agência Prisional. A outra homenagem foi feita pela administração goianiense, em maio de 2009, quando o, então, prefeito Iris Rezende (2005/2010), sancionou a Lei nº. 8801, que deu nome de CMEI Consuelo Nasser, à unidade de ensino localizada no Residencial Ana Clara. A denominação, de acordo com Rezende, foi homenagem a jornalista goiana que realizou importantes serviços de atendimento às mulheres do bairro, por meio do Cevam, lutando pelo respeito aos direitos e conquistas femininas da comunidade.